# Unterseeboot 825
L'Unterseeboot 825 ou U-825 est un sous-marin allemand (U-Boot) de type VIIC utilisé par la Kriegsmarine pendant la Seconde Guerre mondiale.
Le sous-marin fut commandé le 8 juin 1942 à Dantzig (Schichau-Werke), sa quille fut posée le 19 juillet 1943, il fut lancé le 16 février 1944 et mis en service le 4 mai 1944, sous le commandement de l'Oberleutnant zur See Gerhard Stoelker.
Il capitule à Loch Eriboll en mai 1945 et coule en janvier 1946.

## Conception
Unterseeboot type VII, l'U-825 avait un déplacement de 769 tonnes en surface et 871 tonnes en plongée. Il avait une longueur totale de 67,10 m, un maître-bau de 6,20 m, une hauteur de 9,60 m et un tirant d'eau de 4,74 m. Le sous-marin était propulsé par deux hélices de 1,23 m, deux moteurs diesel Germaniawerft M6V 40/46 de 6 cylindres en ligne de 1 400 cv à 470 tr/min, produisant un total de 2 060 à 2 350 kW en surface et de deux moteurs électriques Brown, Boveri & Cie GG UB 720/8 de 375 cv à 295 tr/min, produisant un total 550 kW, en plongée. Le sous-marin avait une vitesse en surface de 17,7 nœuds (32,8 km/h) et une vitesse de 7,6 nœuds (14,1 km/h) en plongée. Immergé, il avait un rayon d'action de 80 milles marins (150 km) à 4 nœuds (7,4 km/h; 4,6 milles par heure) et pouvait atteindre une profondeur de 230 m. En surface son rayon d'action était de 8 500 milles nautiques (soit 15 700 km) à 10 nœuds (19 km/h).
 L'U-825 était équipé de cinq tubes lance-torpilles de 53,3 cm (quatre montés à l'avant et un à l'arrière) qui contenait quatorze torpilles. Il était équipé d'un canon de 8,8 cm SK C/35 (220 coups) et d'un canon antiaérien de 20 mm Flak. Il pouvait transporter 26 mines TMA ou 39 mines TMB. Son équipage comprenait 4 officiers et 40 à 56 sous-mariniers.

## Historique
Il reçut sa formation de base au sein de la 8. Unterseebootsflottille jusqu'au 30 novembre 1944, puis il intégra sa formation de combat dans la 11. Unterseebootsflottille. 
Du 13 au 27 décembre 1944, l'U-825 effectue deux courts trajets de quatre et de deux jours entre Kiel, Horten et Kristiansand. Sa première patrouille commence le 29 décembre 1944 au départ de Kristiansand. Il navigue autour de la ligne GIUK et autour des îles britanniques. 
Fin janvier 1945, il croise en mer d'Irlande et attaque, le 27 janvier, le convoi HX-332 dans la baie de Cardigan. Le Solør et le Ruben Dario sont tous deux touchés d'une torpille chacun peu après 12 h 0.
 Le Ruben Dario est endommagé du côté tribord, provoquant une inondation dans deux de ses cales. Le navire reste à flot et rallie le convoi trois heures après en arrivant le lendemain à Liverpool, où il est réparé et reprend le service. Les 73 marins sont sains et saufs, quelques-uns sont blessés par l'explosion de la torpille.
 Le Solør est quant à lui touché du côté bâbord dans la salle des machines, endommageant gravement la poupe. À 13 h 25, soit une heure après l'attaque, l'ordre est donné d'abandonner le pétrolier. Quatre membres d'équipage sont tués ; les quarante survivants, dont sept blessés, sont secourus par le navire de sauvetage britannique Zamalek.
 Le pétrolier, remorqué, échoe dans la baie d'Oxwich (en) dans la nuit du 29 janvier 1945. Le navire se brise en deux, totalement détruit. L'avant est remorqué et démantelé à Briton Ferry, tandis que la poupe est abandonnée pendant quelques années pour être finalement démolie en juillet 1952.
 Après 52 jours en mer, l'U-825 rejoint son port d'attache de Bergen qu'il atteint le 18 février 1945.
L'U-825 reprend la mer pour sa deuxième patrouille le 1er avril 1945. D'une durée de 43 jours, le sous-marin explore la zone des îles Shetland, où il ne rencontre aucune cible. 
Il se rend aux Alliés le 13 mai 1945 à Loch Eriboll, en Écosse.
 Quelque temps après, il est convoyé au point de rassemblement à Lisahally en vue de l'opération alliée de destruction massive de la flotte d'U-Boote de la Kriegsmarine.
L'U-825 coule le 3 janvier 1946 par l'artillerie du destroyer polonais ORP Błyskawica, à la position géographique 55° 31′ N, 7° 30′ O.

## Affectations
- 8. Unterseebootsflottille du 4 mai 1944 au 30 novembre 1944 (Période de formation).
- 11. Unterseebootsflottille du 1er décembre 1944 au 8 mai 1945 (Unité combattante).

## Commandement
- Oberleutnant zur See Gerhard Stoelker du 4 mai 1944 au 13 mai 1945.

## Patrouilles
|       | Commandant             | Départ           | Départ       | Arrivée          | Arrivée      | Jours     | Succès   |
| ----- | ---------------------- | ---------------- | ------------ | ---------------- | ------------ | --------- | -------- |
|       | Oblt. Gerhard Stoelker | 13 décembre 1944 | Kiel         | 16 décembre 1944 | Horten       | 4 jours   |          |
|       | Oblt. Gerhard Stoelker | 27 décembre 1944 | Horten       | 28 décembre 1944 | Kristiansand | 2 jours   |          |
| 1     | Oblt. Gerhard Stoelker | 29 décembre 1944 | Kristiansand | 18 février 1945  | Bergen       | 52 jours  | 15 460   |
| 2     | Oblt. Gerhard Stoelker | 1er avril 1945   | Bergen       | 13 mai 1945      | Loch Eriboll | 43 jours  |          |
| Total | Total                  | Total            | Total        | Total            | Total        | 101 jours | 15 460 t |

Note : Oblt. = Oberleutnant zur See

## Navires coulés
L'U-825 a endommagé 1 navire marchand de 7 198 tonneaux et a détruit 1 navire marchand de 8 262 tonneaux au cours des 2 patrouilles (101 jours en mer) qu'il effectua.
| Date            | Nom         | Nationalité | Tonnage | Convoi | Fait         | Localisation        |
| --------------- | ----------- | ----------- | ------- | ------ | ------------ | ------------------- |
| 27 janvier 1945 | Solør       | Norvège     | 8 262   | HX-332 | Perte totale | 52° 35′ N, 5° 18′ O |
| 27 janvier 1945 | Ruben Dario | USA         | 7 198   | HX-332 | Endommagé    | 52° 35′ N, 5° 18′ O |